# قحطی در فنلاند ۱۸۶۸–۱۸۶۶

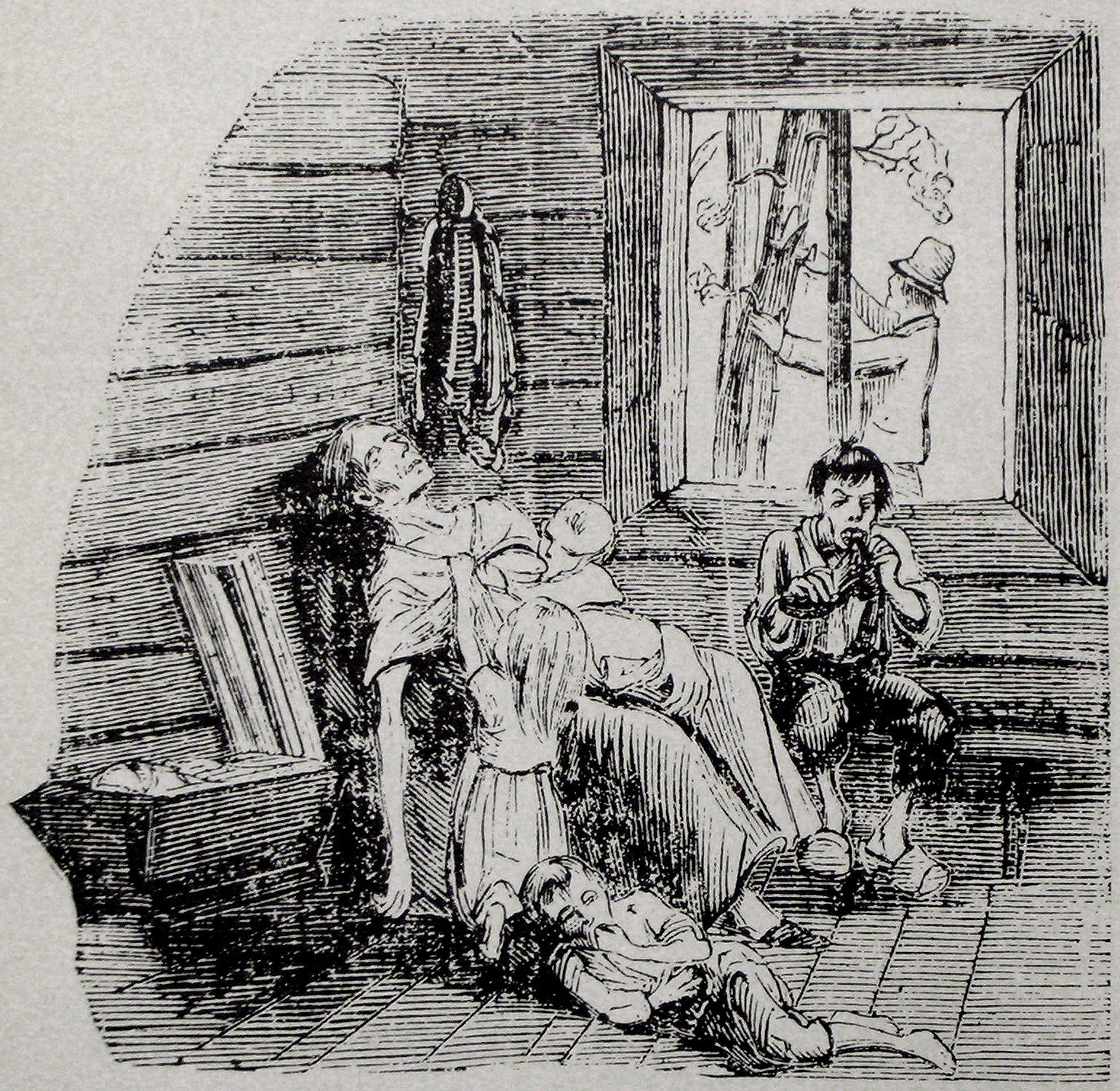
خانواده‌ای قحطی‌زده در شمال سوئد ۱۸۶۷ میلادی

قحطی ۱۸۶۶ تا ۱۸۶۸ میلادی آخرین قحطی فنلاند و شمال سوئد و نیز واپسین قحطی بزرگ بر اثر عوامل طبیعی در اروپا بود. در فنلاند این قحطی را به‌نام «سال‌های گرسنگی بزرگ» می‌شناسند. حدود پانزده درصد از کل جمعیت بر اثر گرسنگی مردند. در برخی جاها که گرسنگی شدت بیشتری داشت این رقم بیست درصد بود. در طول سه سال قحطی حدود ۲۷۰٬۰۰۰ تن از گرسنگی جان باختند.